# Peter Schreiner (Chemiker)
Peter Richard Schreiner (* 17. November 1965 in Nürnberg) ist ein deutscher Chemiker (Organische Chemie), der Professor an der Justus-Liebig-Universität Gießen (JLU) ist und Direktor des Instituts für Organische Chemie.

## Werdegang
Schreiner studierte an der Universität Erlangen-Nürnberg. Dort erhielt er 1992 sein Diplom (bei Paul von Ragué Schleyer ebenso wie die Promotion) und wurde nach einem von der Studienstiftung des deutschen Volkes geförderten Promotionsstudium 1994 in organischer Chemie promoviert. Außerdem wurde er an der University of Georgia in Athens in Computerchemie (Computational Chemistry) bei Henry F. Schaefer III promoviert (Ph. D.), und 1991 erhielt er dort schon einen Master-Abschluss (bei Richard Hill). 1996 bis 1999 war er Liebig-Stipendiat an der Universität Göttingen, an der er sich 1999 bei Armin de Meijere habilitierte. Für die Habilitation erhielt er den ADUC-Preis. 1999 bis 2002 war er Associate Professor in Organischer Chemie an der University of Georgia. Seit 2002 ist er Professor für Organische Chemie an der Universität Gießen (als Nachfolger von Günther Maier). Er war von 2012 bis 2015 Vizepräsident für Forschung und Förderung des wissenschaftlichen Nachwuchs an der Universität Gießen. Rufe auf eine Professur für nachhaltige organische Synthesechemie in Göttingen (2013) und als Direktor für Green Chemical Futures an der Monash University (2012), lehnte er ab. 2006 bis 2009 war er Dekan der Fakultät für Biologie und Chemie. Ab 2011 war er Mitglied des Senats der Universität Gießen. 2012 wurde er Vizepräsident der Universität.
Er war Gastprofessor an der Lorand Eötvös Universität in Budapest, am Technion in Haifa, an der Universität Bordeaux und an der Stanford University.

## Werk
Er befasst sich mit Organokatalyse (u. a. mit Thioharnstoffen und Oligopeptiden), Nanodiamanten (Diamantoide) zum Beispiel in der organischen Elektronik, Matrixisolation reaktiver Zwischenstufen wie Carbene und Computer-Chemie. Er entdeckte den Mechanismus der Tunnelkontrolle von Reaktionen und zeigte dessen Verbreitung und konnte so eine dritte Triebkraft chemischer Reaktionen neben thermodynamischer (energetisch günstigster) und kinetischer Kontrolle (geringste Barriere) etablieren (veröffentlicht in Science 2011). Die auf dem quantenmechanischen Tunneleffekt beruhende Reaktion konnte er bei Methylhydroxycarben nachweisen (und thermodynamische oder kinetische Kontrolle ausschließen). 2017 wies er konformer-spezifisches Tunneln nach (und eine Ausnahme vom Curtin-Hammett-Prinzip).
Er gehört zu den Pionieren der Organokatalyse, bei der metallhaltige Katalysatoren durch umweltschonendere maßgeschneiderte organische Katalysatoren ersetzt werden (Grüne Chemie).
Schreiner fand eine Möglichkeit Nanodiamanten, die natürlich in Erdgas und Erdöl vorkommen aber Abmessungen im Nanobereich haben, in eine Beschichtung zu integrieren und damit nutzbar zu machen. Sie finden Verwendung als Katalysatoren, in der Elektronik und als Medikamente gegen Alzheimer. 1997 führte er dazu die Thioharnstoff-Organokatalyse ein.

## Mitgliedschaften, Herausgeberschaft und Ehrungen
1995 bis 1996 war er Projektkoordinator der Encyclopedia of Computational Chemistry (Wiley, zuerst 1998). Ab 2011 ist er Associate Editor des Beilstein Journal of Organic Chemistry, seit 2000 Herausgeber des Journal of Computational Chemistry und seit 2008 Hauptherausgeber von WIRES-Computational Molecular Sciences. 2011 bis 2013 war er Leiter der Arbeitsgemeinschaft deutscher Universitätsprofessoren (ADUC).
Schreiner ist seit 2013 Mitglied der Leopoldina. 2015 wurde er in die Nordrhein-Westfälische Akademie der Wissenschaften und der Künste gewählt, 2017 in die Akademie der Wissenschaften und der Literatur. Er ist Ehrenmitglied der Polnischen und Israelischen Chemischen Gesellschaft. 2003 erhielt er die Dirac-Medaille der World Association of Theoretical and Computational Chemists und den Wissenschaftspreis der deutschen Technion-Gesellschaft. Für 2017 wurde ihm die Adolf-von-Baeyer-Denkmünze der Gesellschaft Deutscher Chemiker (GDCh) zugesprochen. Im Jahre 2020 erhielt Schreiner den Akademiepreis der Berlin-Brandenburgischen Akademie der Wissenschaften (BBAW), deren Mitglied er seit 2022 ist.
Weiterhin war Peter Schreiner 2020/2021 Präsident der GDCh. Er wurde als Träger des Gottfried Wilhelm Leibniz-Preises 2024 ausgewählt, 2025 wurde ihm die Schrödinger Medal zugesprochen.

## Schriften (Auswahl)
- mit Alexander Wittkopp: H-bonding additives act like Lewis acid catalysts, Organic Letters, Band 4, 2002, S. 217–220
- mit Andrey A. Fokin: Selective alkane transformations via radicals and radical cations: Insights into the activation step from experiment and theory, Chemical Reviews, Band 102, 2002, S. 1551–1594
- mit Alexander Wittkopp: Metal-Free, Noncovalent Catalysis of Diels–Alder Reactions by Neutral Hydrogen Bond Donors in Organic Solvents and in Water, Chemistry – A European Journal, Band 9, 2003, S. 407–414
- Metal-free organocatalysis through explicit hydrogen bonding interactions, Chemical Society Reviews, Band 32, 2003, S. 289–296
- mit Matthew D Wodrich, Clémence Corminboeuf, Andrey A Fokin, P. von Ragué Schleyer:  How accurate are DFT treatments of organic energies ?, Organic Letters, Band 9, 2007, S. 1851–1864
- mit H. Schwertfeger, A. A. Fokin: Diamonds are a chemist's best friend: diamondoid chemistry beyond adamantane, Angewandte Chemie, Int. Ed., Band 47, 2008, S. 1022–1036
- mit anderen: Capture of hydroxymethylene and its fast disappearance through tunnelling, Nature, Band 453, 2008, S. 906–909
- mit Zhiguo Zhang: (Thio) urea organocatalysis—What can be learnt from anion recognition ?, Chemical Society Reviews, Band 38, 2009, S. 1187–1198
- mit Hartmut Schwertfeger: Diamantoide. Chemie mit Nanojuwelen, Chemie in unserer Zeit, Band 44, 2010, S. 248–253
- mit Hans Peter Reisenauer, David Ley, Dennis Gerbig, Chia-Hua Wu, Wesley D. Allen: Methylhydroxycarbene: Tunneling Control of a Chemical Reaction, Science, Band 332, 2011, S. 1300–1303
- mit David Ley, Dennis Gerbig: Tunnelling control of chemical reactions: the organic chemist´s perspective, Org. Biomol. Chem., Band 10, 2012, H. 19, S. 3781
- mit Raffael C. Wende: Evolution of asymmetric organocatalysis: multi-and retrocatalysis, Green Chemistry, Band 14, 2012, S. 1821–1849
- Herausgeber mit; Wesley D. Allen, Modesto Orozco, Walter Thiel, Peter Willett: Computational Molecular Science, mehrere Bände, Wiley,  2014
- mit Fokin u. a.: The functionalization of nanodiamonds (diamondoids) as a key parameter of their easily controlled self-assembly in micro- and nanocrystals from the vapor phase, Nanoscale, Band 7, 2014, S. 1956–1962
- mit Artur Mardyukov, Henrik Quanz: Conformer-specific hydrogen atom tunnelling in trifluoromethylhydroxycarbene, Nature Chemistry, Band 9, 2017, S. 71–76, Abstract